# Chrysichthys ornatus
Chrysichthys ornatus är en fiskart som beskrevs av George Albert Boulenger 1902. Chrysichthys ornatus ingår i släktet Chrysichthys och familjen Claroteidae. IUCN kategoriserar arten globalt som livskraftig. Inga underarter finns listade i Catalogue of Life.